# Christian Adolf Virgin
Christian Adolf Virgin, född den 5 september 1797 i Göteborg, död den 8 februari 1870 i Nöbbele, var en svensk sjöofficer, världsomseglare och diplomat. Han var far till Ivar Virgin och farfar till Jacques Virgin.

## Biografi
Virgin var son till amiralen Arvid Virgin av adliga ätten Virgin och Carolina Levina Arfvidsson. Han blev redan vid 17 års ålder underlöjtnant vid amiralitetet, och fick börja sin officersbana som deltagare i det korta kriget mot Norge ombord på linjeskeppet Äran, och kommenderades sedan på flera fredliga sjötåg i Medelhavet, Nordsjön och Östersjön. Han blev 1820 löjtnant och 1823 kapten i flottans generalstab samt var 1825 en av de officerare som förhyrdes att föra de genom den beryktade "skeppshandeln" försålda örlogsfartygen till Amerika. Resan med fregatten Eurydice blev dock inte av, och Virgin kommenderades i stället till tjänstgöring på samma fregatt på ambassadexpedition till Sankt Petersburg 1826. 1827 blev Virgin kammarherre. 1834 utnämndes han till kapten i flottan, och fick ofta som chef anföra de övningsexpeditioner som årligen utgick. 1840-41 förde han befäl på korvetten Najaden på ett sjötåg till Medelhavet och Levanten.
Då en svensk världsomsegling beslutats utsågs Virgin att som kommendörkapten ombord på fregatten Eugenie genomföra denna färd. Färden genomfördes 1851-1853, och vid återkomsten befordrades Virgin till konteramiral. Virgin hade dock under expeditionen även handhaft diplomatiska ärenden, och Virgin utsågs att leda en mission till kejsar Napoleon III för att tilldela honom Serafimerorden, och 1856 utsågs han till svensk envoyé vid danska hovet. 1858 förflyttades han i stället till Haag, där han dock slutade sin tjänst redan 1860. De sista fem åren av sitt liv tillbringade han på sin lantegendom i Nöbbele utanför Växjö.
Virgin invaldes 1833 som ledamot av Örlogsmannasällskapet, vars sekreterare han en tid var, 1846 som ledamot av Krigsvetenskapsakademien och 1854 som ledamot av Kungliga Vetenskapsakademien.